# Rectangulipalpus meeki
Rectangulipalpus meeki là một loài bướm đêm trong họ Noctuidae.